# Protéine G hétérotrimérique
Une protéine G hétérotrimérique est une GTPase qui catalyse la réaction :
GTP + H2O  {\displaystyle \rightleftharpoons }  GDP + phosphate.
Cette enzyme est une protéine G membranaire formant un complexe enzymatique hétérotrimérique. Elle est parfois qualifiée de « grande » protéine G, par opposition aux protéines G monomériques, plus petites. Par ailleurs, contrairement à ces dernières, les protéines G hétérotrimériques se lient directement à leur récepteur membranaire de la surface cellulaire, dit récepteur couplé aux protéines G. Ces grandes protéines G sont constituées de sous-unités alpha (α), bêta (β) et gamma (γ).
La sous-unité α est liée à une molécule de GTP ou de GDP agissant comme effecteur allostérique sur l'activité de l'enzyme. Lorsque des ligands se lient aux récepteurs des protéines G, ces derniers acquièrent une activité de facteur d'échange nucléotidique (en) activant la protéine G par échange du GDP lié à la sous-unité α par du GTP. La liaison de ce dernier à la protéine induit un changement conformationnel de cette dernière aboutissant à la dissociation de la sous-unité α. C'est généralement la sous-unité α qui se lie aux protéines membranaires effectrices pour poursuivre la transduction de signal, mais le complexe βγ peut également jouer ce rôle. On les retrouve dans des structures et des mécanismes physiologiques tels que la régulation des canaux ioniques, de l'équilibre AMP cyclique/protéine kinase A, des MAP kinases (MAPK), ou encore des phosphoinositide 3-kinases (PI3K).
On connaît quatre grandes familles de protéines G hétérotrimériques : les protéines Gi (inhibitrices), dites également Gi/o, les protéines Gq, dites également Gq/11, les protéines Gs, qui stimulent l'adénylate cyclase, et donc la formation d'AMPc, et enfin les protéines G12/G13 (en).